# Talal Arslan

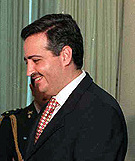
Talal Arslan, 1997

Talal Arslan arabisch طلال أرسلان Talal Arslan, (* 12. Juni 1965 in Choueifat, Libanon) ist ein libanesischer Politiker und Vorsitzender der zumeist drusischen Libanesischen Demokratischen Partei. Er ist zugleich als Sohn des bekannten Politikers Madschid Arslan auch Oberhaupt der Arslan-Familie, welche den Anspruch erheben, Nachkommen der Lachmiden zu sein.
Arslan residiert im Chaldeh-Palast, oder „Dar Khaldeh“, situiert in Khalde bei seinem Geburtsort Choueifat. Von seinen Anhängern wird er auch al-damaneh (arabisch الضمانة, also „der Garant“), genannt.
Er war von 1991 bis zu den Wahlen 2005 Abgeordneter des libanesischen Parlaments für den Distrikt Aley. 2009 wurde er als Druse wiedergewählt. 2001 gründete er die Libanesische Demokratische Partei, die heute Teil der prosyrischen Allianz des 8. März ist. Zugleich hatte er seit dem Ende des Bürgerkriegs zahlreiche Ministerposten inne. Diese waren:
- Tourismusminister: 24. Dezember 1990 bis 16. Mai 1992
- Emigrantenminister: 7. November 1996 bis 4. Dezember 1998
- Staatsminister: 26. Oktober 2000 bis 26. Oktober 2004
- Vertriebenenminister: 26. Oktober 2004 bis 19. April 2005
- Minister für Sport und Jugend: 11. Juli 2008 bis 9. November 2009
- Staatsminister: 13. Juni 2011 bis 14. Juni 2011